# Харитонов, Николай Васильевич (художник)
Николай Васильевич Харитонов (1880 — 1944) — русский художник, живописец академической школы, ученик Ильи Репина.

## Биография
Родился в Ярославской губернии. После окончания сельской школы двенадцатилетним подростком приехал в Петербург. Некоторое время жил в Петербурге, работал в писчебумажном магазине и в мастерской по изготовлению вывесок. Около 1895 года уехал на Валаам, стал послушником в монастыре, два года писал иконы.
Вернулся в Петербург, посещал Рисовальную школу Общества Поощрения Художеств и частную мастерскую Л. Дмитриева-Кавказского. В 1901 году поступил вольнослушателем в Петербургскую Академии Художеств. С 1902 учился в мастерской И. Е. Репина.
В 1909 году Н. Харитонову за картину «Икар» было присвоено звание художника. Он работал в Петербурге, писал портреты и жанровые сцены, пейзажи Русского Севера и Кавказа. Участвовал в весенних выставках в залах Академии художеств и выставке Товарищества Передвижных Художественных выставок (1916).
Харитонов получил премии конкурса им. А. Куинджи за картины «Няня» и «Дама в чёрном», премию Общества Поощрения Художеств по жанровой живописи и юбилейную премию им. принцессы Евгении Ольденбургской.
В 1912 году путешествовал по Европе, работал в Париже, занимался в Мюнхенской академии художеств.
В 1919 году Николай Харитонов эмигрировал в Королевство Сербов, Хорватов и Словенцев, с 1923 жил в Нью-Йорке, принял американское гражданство. Работал как портретист.
Работы Харитонова представлены в Государственном Русском музее, Государственном центральном театральном музее им. А. Бахрушина, музеях Ярославля, Днепропетровска и др.